# Горнє Піявшко
Горнє Піявшко (словен. Gornje Pijavško) — поселення в общині Кршко, Споднєпосавський регіон, Словенія. Висота над рівнем моря: 171,8 м.